# Welcome to the Blumhouse
Welcome to the Blumhouse ist eine anthologische Reihe von acht Horrorfilmen, die von Blumhouse Productions für Prime Video entwickelt und produziert wurden und zu jeweils vier Filmen in den Oktobern 2020 und 2021 veröffentlicht wurden. Dazu wurde ein interaktives Live-Event veranstaltet, das 2021 für Creative Arts Emmys nominiert war.

## Liste der Filme
| Veröffentlichung | Film               | Regie                         | Drehbuch                                              |
| 2020             | 2020               | 2020                          | 2020                                                  |
| ---------------- | ------------------ | ----------------------------- | ----------------------------------------------------- |
| 6. Oktober 2020  | The Lie            | Veena Sud                     | Veena Sud                                             |
| 6. Oktober 2020  | Black Box          | Emmanuel Osei-Kuffour Jr.     | Emmanuel Osei-Kuffour Jr. & Stephen Herman            |
| 13. Oktober 2020 | Evil Eye           | Elan Dassani & Rajeev Dassani | Elan Dassani & Rajeev Dassani                         |
| 13. Oktober 2020 | Nocturne           | Zu Quirke                     | Zu Quirke                                             |
| 2021             |                    |                               |                                                       |
| 1. Oktober 2021  | Bingo Hell         | Gigi Saul Guerrero            | Shane McKenzie, Gigi Saul Guerrero & Perry Blackshear |
| 1. Oktober 2021  | Black as Night     | Maritte Lee Go                | Sherman Payne                                         |
| 8. Oktober 2021  | Madres – Der Fluch | Ryan Zaragoza                 | Marcella Ochoa & Mario Miscione                       |
| 8. Oktober 2021  | The Manor          | Axelle Carolyn                | Axelle Carolyn                                        |

## Hintergrund

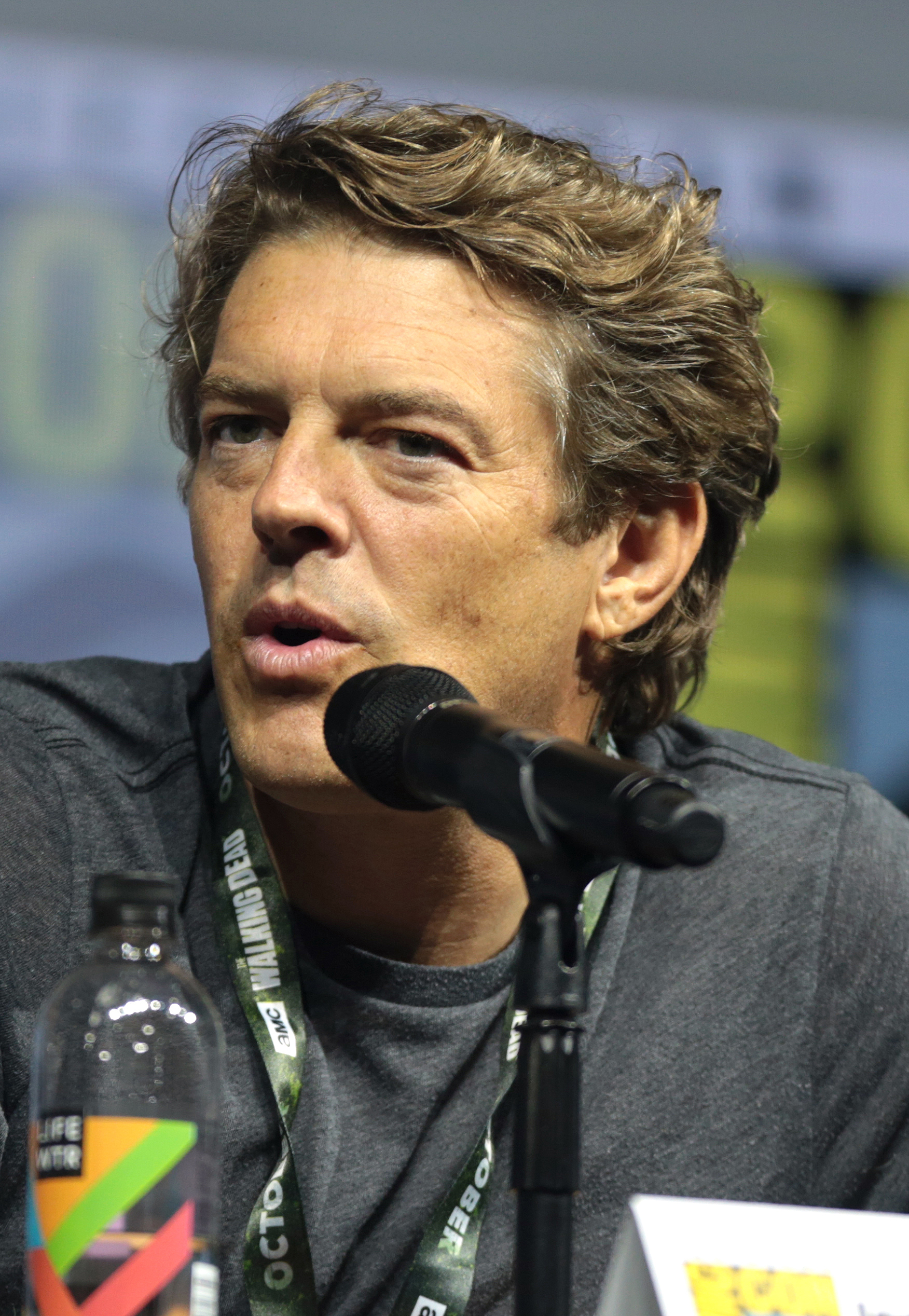
Jason Blum

Welcome to the Blumhouse, die erste thematisch zusammenhängende originale Filmreihe von Amazon, entstand aus einer Partnerschaft zwischen Blumhouse Productions und den Amazon Studios für acht Filme neuer Filmemacher. Die ersten vier, die am 6. und 13. Oktober 2020 erschienen, kreisen thematisch um „Familie und Liebe als rettende oder zerstörerische Kräfte“. Mehr als die Hälfte der Filmemacher gehören ethnischen Minderheiten an; zu dieser bewussten Entscheidung erklärte Jason Blum: „Wir wollten Geschichten von Leuten dieser Gruppen erzählen, weil diese auch unser Publikum ausmachen. Eine der Vorteile, mit diesen Filmemachern zu arbeiten, ist, dass die Geschichten sich anders, einzigartig und nicht wie die Geschichten, an die wir gewöhnt sind, anfühlen.“ Ab dem 10. Oktober veranstalten das Fantastic Fest und das Horror-Magazin Fangoria auf Amazon Watchparty-Events mit den Filmemachern. Gestaltet von Little Cinema veranstalte Blumhouse als Welcome to the Blumhouse Live ein virtuelles Live-Event in Form eines interaktiven Whodunit-Mysteryspiels, bei dem die Teilnehmer in einem virtuellen Haus Hinweise suchen mussten. Es fand an den Premierefeiern für geladene Gäste und frei zugänglich am 16. und 17. Oktober mit Live-Musik durch Questlove und Ludacris statt. Die nächsten vier Filme, die am 1. und 8. Oktober 2021 erscheinen, drehen sich um „institutionellen Horror und persönliche Phobien“. Am 14. Oktober soll auch erneut Welcome to the Blumhouse Live stattfinden.
Jason Blum berichtete im Oktober 2020, dass sie zu Beginn der Ideensammlung Material für weitaus mehr Filme als die acht, die sie zunächst umsetzen konnten, erhielten, sodass er hofft, die Programmreihe auch nach 2021 als jährliche Tradition weiterführen zu können.

## Nominierung
- Creative Arts Emmys 2021: Herausragendes Interaktives Programm, für Welcome to the Blumhouse Live

## Weblink
- Website